# 埃达帕迪
埃达帕迪（Edappadi），是印度泰米尔纳德邦Salem县的一个城镇。总人口48804（2001年）。

## 人口
该地2001年总人口48804人，其中男性25559人，女性23245人；0—6岁人口5154人，其中男2890人，女2264人；识字率61.52%，其中男性为70.66%，女性为51.46%。